# John Dähmcke
John Dähmcke (Aussprache von „John“: [joːn]), auch Johann Dähmcke (* 21. November 1887 in Ottensen; † 31. März 1969 in Berlin), war ein deutscher Maler, Grafiker und Illustrator.

## Leben und Wirken
Dähmcke studierte von 1907 bis 1910 an der Kunstschule Breslau und dann bei Lothar von Kunowski am staatlichen Zeichenlehrerseminar in Düsseldorf (Kunstgewerbeschule Düsseldorf).
Später hatte er in Berlin ein Studio, wo er vor allem als Porträtmaler tätig war. Seit den 1930er Jahren illustrierte er auch Bücher und schuf Titelblätter. Nach 1945 war er als Illustrator für den Aufbau-Verlag tätig. 
1945/1946 war er in Berlin auf der vom Kulturbund zur Demokratischen Erneuerung Deutschlands veranstalteten Ausstellung Bildender Künstler vertreten.
Von 1946 bis 1980 wird er als Mitglied im Berufsverband Bildender Künstler Berlins geführt.

## Werke
- Oberon. Neun Radierungen, Berlin: Amsler & Ruthardt um 1920
- Porträt Paul von Hedemann-Heespen, Deutsch Nienhof (1932)[4]
- Porträt Anton Scheuritzel (Lithographie)[5]

Illustrationen
- Heinrich Lhotzky: Der Planet und ich. Haus Lhotzky Verlag, Ludwigshafen 1925.
- Wilhelm Platz: Frithjof. Haus Lhotzky Verlag, Ludwigshafen 1925.
- C. Bechstein Pianoforte-Aktiengesellschaft (Hrsg.): Das Bechstein-Bilderbuch. Bechstein-Picture-Book. Bechstein illustre. Berlin, C. Bechstein Pianoforte-Aktiengesellschaft 1927 (Vignetten)
- Hans im Glück. Meißner 1933.
- Fritz Binder: Du und deine Harmonika: eine Sammlung schöner Soldatenlieder mit einer praktischen Spielanleitung für die Mundharmonika. Matth. Hohner 1942
- Willi Bredel: Der Kommissar am Rhein und andere historische Erzählungen. Der jüngste Goldgräber von Calaveras und andere Erzählungen /
- Nicolai Gogol: Phantastische Geschichten. Aufbau-Verlag, Berlin 1946.
- Bret Harte: Der jüngste Goldgräber von Calaveras und andere Erzählungen. Aufbau-Verlag, Berlin 1946.
- Heinrich Mann: Der Untertan. Aufbau-Verlag, Berlin 1946.
- Konstantin Paustowski: Die Kolchis. Aufbau-Verlag, Berlin 1946.
- Alexander Puschkin: Dubrowski: Novelle. Aufbau-Verlag, Berlin 1946.
- Leo Tolstoi: Hadschi Murat. Aufbau-Verlag, Berlin 1946
- Hans Christian Andersen: Die Nachtigall – ein Märchen. Berlin: Erich Blaschker 1947
- Bewag (Berlin): Wiederaufbau Kraftwerk West in den Jahren 1948-1950. Mappe mit neun Aquarellen und Lithographien,
- Mark Twain: Tom Sawyers Abenteuer und Streiche. Aufbau-Verlag, Berlin 1953,
- Einhundert Rezepte für die moderne Küche zum Anrichten, Dünsten, Dämpfen, Schmoren, Backen und Braten mit Olio Sasso, o. O.: Olio Sasso, o. J.

Plakate
- Gutes Licht schont die Augen, 1935[6]